# Manmade
Manmade was het laatste officiële muziekalbum van de Noorse muziekgroep Ruphus. Het verscheen in 1979 op elpee bij Polydor; in 2009 verscheen de compact discversie bij Pan Records, een Noors platenlabel. Het album is opgenomen gedurende januari en februari 1979 in de Sawmills Studio in Engeland en werd later gemixt in de Rosenborg Studio in Oslo.

## Musici
- Gudny Aspaas - zang
- Kjell Larsen –gitaar
- Asle Nilsen – basgitaar
- Kjell Ronningen – toetsinstrumenten
- Bjorn Jenssen – slagwerk

## Composities
Muziek van Larsen; teksten van Sylvi Lillegaard

### Kant A
1. Clear view (6:04)
2. Snowy days (6:44)
3. Greener grass elsewhere (5:28)

### Kant B
1. Dear friend (10:35)
2. When the tide comes in (5:40)
3. Fashio today (6:35)

### Bonus tracks CD (Pan)
1. Echoes of the time (4:39)
2. Sawmill intro (2:20)
3. Fashion part 2 (4:38)

## Heruitgave 2021
In 2021 volgde een heruitgave van het totale oeuvre van de band. Onder leiding van Jacob Holm-Lupo van White Willow en The Opium Cartel werden geremasterde versies uitgebracht. Daarbij constateerden zowel Progwereld als IO Pages dat het allemaal te netjes klinkt om een echte indruk achter te laten.